# Jaroslav Netolička
Jaroslav Netolička (ur. 3 marca 1954 w Opawie) – czechosłowacki piłkarz, reprezentant kraju grający na pozycji bramkarza.

## Kariera klubowa
Netolička przygodę z piłką rozpoczął w VOKD Poruba. Od 1973 występował w zespole Dukli Praga. Z klubem tym był związany przez dziewięć lat. Dwukrotnie zdobył z Duklą mistrzostwo Czechosłowacji w sezonach 1976/77 i 1978/79. Podczas gry w stołecznej drużynie sięgnął po Puchar Czechosłowacji w sezonie 1980/81. Przez 9 lat gry w Dukli wystąpił w 122 spotkaniach. 
W 1983 dołączył do TJ Vítkovice. Dwa lata później po raz pierwszy wyjechał z kraju, do RFN, gdzie został piłkarzem TSV 1860 Monachium. W zespole Lwów wystąpił w 18 spotkaniach na poziomie Regionalligi. Następnie powrócił do TJ Vítkovice. 
W kolejnych sezonach występował również w belgijskim KSC Hasselt, ŽD Bohumín oraz malezyjskim Sabah FA. Karierę zakończył w sezonie 1993/94 jako grający trener w Slavoj Kovkor Bruntál. 
| Sezon   | Klub                  | Kraj           | Rozgrywki                     | Mecze | Bramki |
| ------- | --------------------- | -------------- | ----------------------------- | ----- | ------ |
| 1973/74 | Dukla Praga           | Czechosłowacja | Československá futbalová liga | 1     | 0      |
| 1974/75 | Dukla Praga           | Czechosłowacja | Československá futbalová liga | 2     | 0      |
| 1975/76 | Dukla Praga           | Czechosłowacja | Československá futbalová liga | 2     | 0      |
| 1976/77 | Dukla Praga           | Czechosłowacja | Československá futbalová liga | 26    | 0      |
| 1977/78 | Dukla Praga           | Czechosłowacja | Československá futbalová liga | 28    | 0      |
| 1978/79 | Dukla Praga           | Czechosłowacja | Československá futbalová liga | 9     | 0      |
| 1979/80 | Dukla Praga           | Czechosłowacja | Československá futbalová liga | 21    | 0      |
| 1980/81 | Dukla Praga           | Czechosłowacja | Československá futbalová liga | 15    | 0      |
| 1981/82 | Dukla Praga           | Czechosłowacja | Československá futbalová liga | 11    | 0      |
| 1982/83 | Dukla Praga           | Czechosłowacja | Československá futbalová liga | 7     | 0      |
| 1982/83 | MFK Vítkovice         | Czechosłowacja | Československá futbalová liga | 13    | 0      |
| 1983/84 | MFK Vítkovice         | Czechosłowacja | Československá futbalová liga | 9     | 0      |
| 1984/85 | MFK Vítkovice         | Czechosłowacja | Československá futbalová liga | 16    | 0      |
| 1985/86 | TSV 1860 Monachium    | RFN            | Regionalliga                  | 18    | 0      |
| 1986/87 | MFK Vítkovice         | Czechosłowacja | Československá futbalová liga |       |        |
| 1987/88 | MFK Vítkovice         | Czechosłowacja | Československá futbalová liga |       |        |
| 1988/89 | KSC Hasselt           | Belgia         | Tweede klasse                 |       |        |
| 1989/90 | ŽD Bohumín            | Czechosłowacja |                               |       |        |
| 1990    | Sabah FA              | Malezja        | Malaysia Super League         |       |        |
| 1991    | Sabah FA              | Malezja        | Malaysia Super League         |       |        |
| 1992    | Sabah FA              | Malezja        | Malaysia Super League         |       |        |
| 1993    | Sabah FA              | Malezja        | Malaysia Premier League       |       |        |
| 1993/94 | Slavoj Kovkor Bruntál | Czechosłowacja |                               |       |        |

## Kariera reprezentacyjna
Karierę reprezentacyjną Netolička rozpoczął 22 marca 1978 w wygranym 1:0 meczu z Grecją. Dwa lata później został powołany przez trenera Jozefa Vengloša na Euro 1980.
Podczas Euro 1980 zagrał w trzech meczach z RFN, Holandią oraz Włochami. Turniej zakończył wraz z kadrą na 3. miejscu. Mecz z Włochami był jego ostatnim w koszulce reprezentacji Czechosłowacji. Łącznie w latach 1978–1980 wystąpił dla Czechosłowacji w 14 spotkaniach. 
Netolička wziął udział w Igrzyskach Olimpijskich 1980. Na turnieju był rezerwowym bramkarzem. Czechosłowacja zdobyła na Igrzyskach złoty medal. 
| Mecze i gole w reprezentacji | Mecze i gole w reprezentacji | Mecze i gole w reprezentacji | Mecze i gole w reprezentacji | Mecze i gole w reprezentacji | Mecze i gole w reprezentacji | Mecze i gole w reprezentacji |
| #                            | Data                         | Miasto                       | Przeciwnik                   | Gol                          | Wynik                        | Rozgrywki                    |
| ---------------------------- | ---------------------------- | ---------------------------- | ---------------------------- | ---------------------------- | ---------------------------- | ---------------------------- |
| 1.                           | 22.03.1978                   | Saloniki                     | Grecja                       |                              | 1:0                          | towarzyski                   |
| 2.                           | 15.04.1978                   | Budapeszt                    | Węgry                        |                              | 1:2                          | towarzyski                   |
| 3.                           | 21.05.1978                   | Sztokholm                    | Szwecja                      |                              | 0:0                          | towarzyski                   |
| 4.                           | 14.03.1979                   | Bratysława                   | Hiszpania                    |                              | 1:0                          | towarzyski                   |
| 5.                           | 04.04.1979                   | Bratysława                   | Francja                      |                              | 2:0                          | El. ME 1980                  |
| 6.                           | 01.05.1979                   | Luksemburg                   | Luksemburg                   |                              | 3:0                          | El. ME 1980                  |
| 7.                           | 05.05.1979                   | Moskwa                       | ZSRR                         |                              | 0:3                          | towarzyski                   |
| 8.                           | 27.01.1980                   | Canberra                     | Australia                    |                              | 4:0                          | towarzyski                   |
| 9.                           | 03.02.1980                   | Sydney                       | Australia                    |                              | 5:0                          | towarzyski                   |
| 10.                          | 16.04.1980                   | Gijón                        | Hiszpania                    |                              | 2:2                          | towarzyski                   |
| 11.                          | 18.05.1980                   | Brno                         | Rumunia                      |                              | 2:1                          | towarzyski                   |
| 12.                          | 11.06.1980                   | Rzym                         | RFN                          |                              | 0:1                          | ME 1980                      |
| 13.                          | 17.06.1980                   | Mediolan                     | Holandia                     |                              | 1:1                          | ME 1980                      |
| 14.                          | 21.06.1980                   | Neapol                       | Włochy                       |                              | 1:1                          | ME 1980                      |

## Kariera trenerska
Netolička rozpoczął karierę trenerską w sezonie 1993/94 w drużynie Slavoj Kovkor Bruntál, gdzie pełnił funkcję grającego trenera. Następnie pełnił funkcję dyrektora generalnego FC Karviná. W sezonie 1996/97 objął stanowisko trenera w drugiej połowie sezonu i powrócił na stanowisko menadżera na nowy sezon 1997/98. W sezonie 1998/99 wrócił na ławkę trenerską, ale został zwolniony wkrótce po rozpoczęciu sezonu.
Sezon 1999/00 rozpoczął w 4–ligowym klubie Rapid Muglinov, ale wkrótce przeniósł się do grającego w trzeciej lidze FC Biocel Vratimov. Następnie pracował w FK VP Frýdek-Místek, FC Vysočina Jihlava oraz do 2006 w SK Dětmarovice.

## Życie prywatne
Jego żoną jest Taťána Kocembová, była czechosłowacka lekkoatletka.

## Sukcesy
Czechosłowacja
- Igrzyska Olimpijskie (1): 1980 (1. miejsce)
- Mistrzostw Europy 1980: 3. miejsce

Dukla Praga
- Mistrzostwo Czechosłowacji (2): 1976/77, 1978/79
- Puchar Czechosłowacji (1): 1980/81